# مايك هارت (مغن مؤلف)
مايك هارت (بالإنجليزية: Mike Hart)‏ هو مغن مؤلف بريطاني، ولد في 3 ديسمبر 1943، وتوفي في 22 يونيو 2016.

## وصلات خارجية
- مايك هارت على موقع ميوزك برينز (الإنجليزية)
- مايك هارت على موقع ديسكوغز (الإنجليزية)